# Carl Alois Kneller
Carl Alois Kneller (* 2. Juni 1857 in Köln; † 2. August 1942 in Pullach im Isartal) war ein deutscher Jesuitenpater und Publizist.

## Leben
Er trat 1877 in die Gesellschaft Jesu ein. In Rom half er Ludwig von Pastor mit der Papstgeschichte. Er lebte in Innsbruck. Er wurde auf dem Ordensfriedhof in Pullach begraben.

## Schriften (Auswahl)
- Des Richard Löwenherz deutsche Gefangenschaft (1192–1194). Freiburg 1893.
- Geschichte der Kreuzwegandacht von den Anfängen bis zur völligen Ausbildung. Freiburg 1908.
- Das Christentum und ihre Vertreter der neueren Naturwissenschaft. Ein Beitrag zur Kulturgeschichte des 19. Jahrhunderts. Freiburg 1912, OCLC 832397899.
- Zur Erhebung des ersten deutschen Kirchenlehrers. Innsbruck 1926, OCLC 72149735.